# L'isola di Wight/Innamorato
L'isola di Wight/Innamorato è un singolo dei Dik Dik, pubblicato nel 1970 dall'etichetta discografica Dischi Ricordi.

## Tracce
Lato A
1. L'isola di Wight (testo: Alberto Salerno, Claudio Daiano – musica: Michel Delpech, Roland Vincent)

Lato B
1. Innamorato (testo: Luigi Albertelli – musica: Roberto Soffici)

## Descrizione
Il brano L'isola di Wight è una cover del brano Wight Is Wight del cantante francese Michel Delpech. Pietro Montalbetti, chitarrista del gruppo, aveva da un po' di tempo l'idea di incidere una canzone dedicata ai grandi raduni rock come il Festival di Woodstock e il Festival dell'Isola di Wight; ascoltando il brano di Delpech, decise quindi di farlo tradurre per il gruppo.
I Dik Dik hanno anche aperto in seguito un ristorante chiamato come la canzone, L'isola di Wight, dove oltre a cucinare si esibiscono.

## Formazione
- Giancarlo Sbriziolo - voce, basso
- Erminio Salvaderi - voce, chitarra
- Pietro Montalbetti - voce, chitarra
- Sergio Panno - batteria
- Mario Totaro - tastiere